# Пальмовое масло
Па́льмовое ма́сло — растительное масло, получаемое из мякоти плодов масличной пальмы (Elaeis guineensis). Масло из кости этой пальмы называется пальмоядровым маслом. Оба вида масла относятся к группе растительных масел тропического происхождения, так же как и кокосовое. Их производят в основном в Малайзии и Индонезии. Небольшое количество также производится в Чаде, Либерии, Гане, Колумбии, Нигерии и Таиланде.
Пальмовое масло — один из древнейших продуктов питания в рационе человечества, известный ещё в Древнем Египте. Сегодня является самым распространённым видом пищевого масла, наряду с соевым, рапсовым и подсолнечным. Импорт пальмового масла вырос с 2007 года практически во всех странах, согласно ISTA. По данным Министерства сельского хозяйства США, уже в сезоне 2015/2016 мировые объёмы производства пальмового масла превышали объёмы производства иных растительных масел, и оно продолжает удерживать безоговорочное лидерство.
Как и другие растительные масла, пальмовое масло может применяться как для пищевых, так и для других целей. Кроме продуктов питания, пальмовое масло используется для производства биотоплива, косметики, шампуней и других продуктов.

## История
Первое документальное упоминание масла плодов пальмового дерева, датированное XV веком, принадлежит португальским путешественникам, побывавшим в Западной Африке. Родиной масличных пальм является Западная Африка, где до сих пор местные жители выращивают пальмы и получают масло традиционными методами. В этом регионе пальмовое масло чаще всего употребляется в сыром виде, как неотъемлемый компонент национальных блюд.
Археологические доказательства потребления пальмового масла были найдены в середине XIX века в ходе раскопок в Абидосе, Египет. Археологи установили, что в одной из найденных амфор содержалось пальмовое масло: в сосуде был обнаружен маслянистый осадок от плода масличной пальмы. Так как пальмовое масло в Египте не производилось, был сделан вывод, что пальмовым маслом торговали ещё во времена фараонов, более 3000 лет назад.
В Малайзию масличная пальма была завезена британцами в 1870 году из Западной Африки. В 1917 году англичанин Анри Фоконье впервые посадил масличную пальму, семена которой привёз в 1911 году из поездки по Суматре. Изначально масличная пальма использовалась как декоративное растение. Проведя в своём имении ряд экспериментов по производству масла из плодов масличной пальмы, Анри решил высадить первую плантацию. Так было положено начало индустрии пальмового масла.
Земледельцы быстро рассмотрели положительные свойства масличной пальмы: выносливость, высокую урожайность, отличное качество масла, получаемого из плодов. В начале XX века производство пальмового масла казалось многообещающим и перспективным, поэтому началось масштабное разведение пальмовых плантаций.
В СССР импорт пальмового начался в первой половине 1960-х гг. из Индонезии. В 1979 г. объём импорта пальмового масла превышал 100 тыс. т., преимущественно из Малайзии. Ещё через 30 лет импорт масла из плодов пальмового дерева в стране составил 30 % от всех растительных масел.
Сейчас масличные пальмы выращивают во влажных тропиках Африки, Латинской Америки и Юго-Восточной Азии.

## Технология получения

### Жизненный цикл и культивация масличной пальмы[8]
Пальмовое дерево достигает зрелости в три года и плодоносит 35 лет. Первые месяцы молодое дерево даёт лишь мужские соцветия. Следующие месяцы — только женские. И мужские и женские соцветия формируют колоски. Мужские оплодотворяют женские, в результате чего формируется гроздь плодов масличной пальмы.
В современных тепличных условиях для ускорения процесса проращивания семян используются специальные станции, где стабильно поддерживается высокая температура. Это позволяет сократить срок проращивания семян до 90—100 дней. Каждый месяц появляется новый листок. Саженец остаётся в контейнере в течение следующих 4—5 месяцев. После того, как на саженце появляется двойной лист, наступает время высадки в питомник. Через год, когда на саженце насчитывается около 15 листьев, их высаживают в открытый грунт в специально отведённом месте.
Масличная пальма — теплолюбивое дерево, которому нужно много влаги. Также пальма требовательна к грунту: он должен свободно пропускать воду. Идеальным для культивации масличных пальм считается пояс в пределах 5—10 градусов от экватора, что делает наиболее подходящими регионами Малайзию и Индонезию. Эти страны и являются крупнейшими экспортёрами пальмового масла.
Важной для культивации масличной пальмы является борьба с грызунами-вредителями. На некоторых малайзийских плантациях для этих целей используются совы и сипухи. Исследования доказали, что именно совы лучше всего справляются с вредителями. Кроме того, данный метод избавления от грызунов считается экологически чистым. Плантации масличных пальм разделены на сегменты, каждый из которых оборудован домиками для сов. Птицы живут на воле на достаточном удалении друг от друга.

### Технология производства[9]
Современная технология производства пальмового масла включает в себя следующие стадии:
Получение свежих плодов масличной пальмы
Свежие плоды собирают на плантации и в течение 24 часов передают на завод для дальнейшей переработки. На начальном этапе плоды взвешивают и выгружают в приёмные контейнеры.
Стерилизация
Полученные грозди масличной пальмы направляют на стерилизацию для удаления сора и насекомых. Стерилизацию проводят, как правило, перегретым паром. Обработка перегретым паром в дальнейшем улучшает экстракцию масла. Прошедшие стерилизацию грозди масличной пальмы направляют в аппарат по обмолачиванию.
Обмолот
В процессе обмолачивания из грозди отделяют свежие плоды, которые в дальнейшем поступают на следующий этап — вываривание.
Вываривание
В процессе вываривания свежие плоды подвергаются термической обработке. Основная её цель в том, чтобы улучшить высвобождение масла из растительной клетки. Таким образом плоды подготавливают к дальнейшему прессованию. Обычно используемый варочный котёл состоит из цилиндрического сосуда с паровым нагревом, снабжённого центральным вращающимся валом, несущим ряд лопастей (перемешивающих).
Прессование
Извлечение пальмового масла осуществляется с помощью механического прессования на шнековом экструдере. После прессования сырое пальмовое масло отправляют на стадию промывки.
Промывка
После экстракции масло фильтруют и направляют на промывку. Промывку как правило осуществляют в вертикальной ёмкости, куда подаётся сырое пальмовое масло и достаточное количество воды. В ходе промывки отделяют масло от захваченных водорастворимых примесей. Смесь масла с водой далее направляют на центробежный сепаратор для предварительного отделения воды от масла, после чего масло подвергается сушке для удаления остаточной влаги. Сырое пальмовое масло является самостоятельным продуктом.
Очистка (рафинирование)
В целях рафинирования сырое пальмовое масло подвергается очистке перегретым паром. Далее масло направляется в отбельный аппарат. Отбелённое масло поступает в дезодорационную колонну. Дезодорационная колонна представляет собой закрытую цилиндрическую ёмкость с дискообразными тарельчатыми и кольцевыми дырчатыми насадками внутри. Для улучшения процесса рафинирования дезодорационная колонна работает под вакуумом и при высокой температуре.
Фракционирование
За счёт того, что каждый триацилглицерид обладает своими физико-химическими свойствами и своей температурой плавления, формируются фракции. Основной вид переработки пальмового масла — фракционирование, в результате которого получают жидкие и твёрдые фракции. Олеиновая фракция — жидкая фракция пальмового масла с температурой плавления 19—24 °C. Стеариновая фракция — твёрдая фракция пальмового масла с температурой плавления 44—54 °C. Кроме олеина и стеарина, существуют и другие фракции пальмового масла, например, суперолеин с более высоким содержанием олеиновой кислоты до 46 % и сниженным содержанием пальмитиновой кислоты или олеин двойного фракционирования (температура плавления 13—17 °C), средняя фракция — 32—38 °C.

## Применение

### Производство продуктов питания
Потребление пальмового масла для пищевых целей постепенно увеличивается, что объясняется целым рядом преимуществ при использовании его масложировыми предприятиями в сравнении с другими растительными жирами.
Пальмовое масло используют для производства специализированных жиров, таких как кондитерские жиры, заменители молочного жира, эквиваленты масла какао, заменители масла какао, фритюрные жиры, а также при производстве маргаринов. Пальмовое масло используют в производстве продуктов питания хлебобулочной и других отраслей, продуктов быстрого приготовления, гостиничного и ресторанного бизнеса.
За счёт высокой окислительной стабильности, обусловленной низким (сравнительно с подсолнечным маслом) содержанием полиненасыщенных жирных кислот и высоким содержанием мононенасыщенных жирных кислот (в частности, олеиновой) пальмовое масло имеет более длительный срок хранения.
Растительные масла широко применяются для создания комбинированных продуктов — таких как сливочно-растительный спред, сливочно-растительная топлёная смесь, мороженое с заменителем молочного жира и другие.
Спрос на продукты питания на основе растительных масел высок в странах Евросоюза. Пальмовое масло, наряду с другими растительными, входит в перечень международных стандартов пищевых продуктов Кодекс Алиментариус. Там же сформулированы требования к поименованным растительным маслам.

### Другие виды применения
Пальмовое масло широко применяется в пищевой промышленности, однако не весь объём импорта идёт в производство пищевых продуктов, часть сырья направляется на не пищевые цели, в том числе на производство биодизельного топлива.
Безусловно, как и другие масла, пальмовое масло может применяться для любых продуктов, в процессе производства которых используются растительные масла. Кроме пищевых продуктов, пальмовое масло применяется при изготовлении косметики, кремов, средств для ухода за волосами, для производства мыла.

## Объёмы производства и потребления
Крупнейшие производители пальмового масла — Индонезия, Малайзия.
Мировое производство пальмового масла в 2005 году составило около 47 млн тонн. С 2016 года пальмовое масло превзошло производство соевого масла, рапсового масла и заняло первое место среди производства растительных масел, опережая в 2,5 раза производство и подсолнечного масла. По состоянию на 2019 год в мире производится более 73 млн тонн пальмового масла.
Производство основных видов растительных масел в мире (данные на сезон 2021/2022)
Ниже в таблице указаны пять крупнейших стран-производителей пальмового масла министерства сельского хозяйства США.
| Страна    | Объём производства, млн.тонн |
| --------- | ---------------------------- |
| Индонезия | 43,20                        |
| Малайзия  | 18,20                        |
| Таиланд   | 3,20                         |
| Колумбия  | 1,70                         |
| Нигерия   | 1,40                         |

Ниже в таблице приведён объём импорта по отдельным странам согласно данным Министерства сельского хозяйства США.
| Место | Страна           | Импорт, тыс.т |
| ----- | ---------------- | ------------- |
| 1     | Индия            | 8004          |
| 3     | Европейский союз | 5100          |
| 2     | Китай            | 4387          |
| 4     | Пакистан         | 2824          |
| 5     | США              | 1593          |
| 6     | Бангладеш        | 1286          |
| 7     | Малайзия         | 1237          |
| 8     | Египет           | 1195          |
| 9     | Филиппины        | 1100          |
| 10    | Турция           | 969           |

Ниже в таблице приведён объем экспорта по основным странам-экспортерам согласно данным Министерства сельского хозяйства США.
| Место | Страна               | Объем, тыс.тонн |
| ----- | -------------------- | --------------- |
| 1     | Индонезия            | 22321           |
| 2     | Малайзия             | 15527           |
| 3     | Таиланд              | 825             |
| 4     | Гватемала            | 820             |
| 5     | Папуа — Новая Гвинея | 634             |
| 6     | Кот-д’Ивуар          | 462             |
| 7     | Гондурас             | 450             |
| 8     | Колумбия             | 449             |
| 9     | Коста-Рика           | 225             |
| 10    | Турция               | 202             |

Ниже в таблице приведён объем потребления по отдельным странам согласно данным Министерства сельского хозяйства США.
| Место | Страна           | Объем, тыс.тонн | Население, млн. чел. | Потребление пальмового масла на душу населения, кг/чел. |
| ----- | ---------------- | --------------- | -------------------- | ------------------------------------------------------- |
| 1     | Индонезия        | 17804           | 273,8                | 65                                                      |
| 2     | Индия            | 8146            | 1427                 | 6                                                       |
| 3     | Китай            | 5150            | 1459,5               | 4                                                       |
| 4     | Европейский союз | 5050            | 751                  | 7                                                       |
| 5     | Малайзия         | 3303            | 33,7                 | 98                                                      |
| 6     | Пакистан         | 3145            | 233,2                | 13                                                      |
| 7     | Таиланд          | 2507            | 70,5                 | 36                                                      |
| 8     | Нигерия          | 1715            | 220,8                | 8                                                       |
| 9     | США              | 1566            | 337,7                | 5                                                       |
| 10    | Бангладеш        | 1430            | 170                  | 8                                                       |

## Пальмовое масло и охрана природы
Отведение новых площадей под плантации масличных пальм в большинстве стран мира связано с сокращением площади лесов, на месте которых создаются плантации. Так, на острове Калимантан с 1990 по 2010 год 90 % пальмовых плантаций были заложены на месте вырубленных или выжженных лесов, в том числе 49 % — на месте первичных лесов. Высокий спрос на пальмовое масло вызывает пристальное внимание со стороны неправительственных организаций по охране окружающей среды к Индонезии и Малайзии — странам, которые являются основными его производителями.
Причинно-следственная связь между растущим спросом со стороны крупных оптовых скупщиков пальмового масла и экспансивной вырубкой девственных тропических лесов с орангутанами в Юго-Восточной Азии породило негодование со стороны природоохранной организации Гринпис.
В целях сохранения экосистем тропических лесов в Малайзии прекращена вырубка леса под новые плантации и выработана политика в развитии аграрного сектора с учётом сохранения окружающей среды и повышения стандартов жизни коренного населения.
Ведущая независимая природоохранная организация Всемирный фонд дикой природы выступает против отказа от пальмового масла, призывая страны-производителей держать курс на устойчивое производство
Масличная пальма считается самым продуктивным видом масличных растений. С каждого гектара получают около четырёх тонн пальмового масла и около полутонны пальмоядрового масла. Благодаря своей невероятной продуктивности, масличная пальма позволяет максимально экономно использовать землю для производства растительного масла. Для производства одной тонны подсолнечного масла необходимо 2 га земли. Пальмовые плантации позволяют давать более семи тонн растительного масла с такого же участка. Таким образом, производство пальмового масла позволяет сохранять природные сообщества других природных зон за счёт более экономного использования сельскохозяйственных земель.
| Масличная культура | Производство, млн т/год | Доля в мировом производстве, % | Выход масла т/га/год | Отведено земли, млн га | Земли, % |
| ------------------ | ----------------------- | ------------------------------ | -------------------- | ---------------------- | -------- |
| Соя                | 33,47                   | 33,47                          | 0,36                 | 92,54                  | 42,6     |
| Подсолнечник       | 9,65                    | 9,14                           | 0,46                 | 21,17                  | 9,75     |
| Рапс               | 15,93                   | 15,10                          | 0,60                 | 26,59                  | 12,24    |
| Пальма             | 33,52                   | 31,77                          | 3,66                 | 9,16                   | 4,22     |

Из таблицы видно, что 92,54 млн га, отведённых под сою, производят столько же масла, сколько 9,16 млн га масличных пальм.
Всё больше крупнейших производителей пищевых продуктов и ингредиентов являются членами «Круглого стола по сбалансированному и рациональному развитию индустрии пальмового масла» (RSPO).

### Меры по охране природы в Малайзии
Правительство Малайзии на протяжении 65 лет (с 1954 года) формирует и постоянно развивает нормативно-правовую базу охраны окружающей среды, направленную на сбережение богатого природного наследия страны. Аграрная стратегия государства Малайзия предусматривает использование уже освоенных сельскохозяйственных земель под плантации пальм с целью повышения рентабельности сельского хозяйства. Это позволяет существенно сократить дополнительные вложения и сэкономить средства.
Тем не менее, темпы обезлесения в Малайзии в 2000—2012 гг. были одними из самых высоких в мире: площадь лесов сократилась на 14,4 % (около 47’000 км2). За этот же период площадь пальмовых плантаций увеличилась на 17’000 км2, а производство пальмового масла выросло на 50 %.
Государством, при участии департамента Малайзии по охране окружающей среды и учёных-экологов, разработаны и приняты законы и акты, касающиеся окружающей среды. Особое внимание уделяется охране исчезающих видов и сохранению биоразнообразия природы. Любое воздействие, оказываемое на окружающую среду, контролируется экспертами в соответствующих областях, что является обязательным для всех изменений в сельскохозяйственном использовании земель площадью более 500 га. Отчёты по факту проверки находятся в свободном доступе.
Кроме этого, с 2006 года учреждён и работает Фонд охраны дикой природы Малайзии. Фонд успешно реализует программы, направленные на защиту окружающей среды. Крупнейшими являются:
- Остров орангутанов; отдел по уходу за новорождёнными орангутанами;
- Центр спасения дикой природы Сабаха;
- Спутниковое слежение за динамикой популяций калимантанских быков-бантенгов в штате Сабах.

### Природоохранная политика в Индонезии
Проблемами экологии в Индонезии занимаются ведущие государственные органы: Министерство окружающей среды и лесного хозяйства, Министерство внутренних дел, а также Национальное агентство по планированию развития. Основу режима управления лесами и регулирования лесного хозяйства Индонезии составляют десятки нормативных актов и процедур.
Вступивший в силу в 2000 г. Закон о лесном хозяйстве Индонезии нацелен на сохранение лесов. Особое внимание в законе уделяется восстановлению лесов и охране окружающей среды.
Согласно исследованию Университета Дьюка, в конце 2000-х годов крупные плантации стали причиной более половины утраты Индонезией первичных естественных лесов. Эта тенденция достигла своего пика в период с 2008 по 2010 год, когда ежегодно терялись в среднем 600 000 гектаров леса — 57 % из них были вызваны расширением этих огромных ферм. В период с 2014 по 2016 год ежегодно терялось в среднем более 800 000 гектаров первичных лесов, но на крупные плантации приходилось только 25 %.
В 2018 году Президент Индонезии Джоко Видодо объявил о политике, направленной на дальнейшее увеличение производства пальмового масла на существующих плантациях вместо создания новых. Индонезия приступила к всеобъемлющему правовому обзору существующих концессий на лесное и сельское хозяйство и активизировала усилия правоохранительных органов по борьбе с преступлениями в сфере природопользования. Параллельно было заявлено о реформировании проведения оценки воздействия на окружающую среду, предусматривающей более строгий мониторинг любого проекта в области развития, который способен нанести ущерб природе.
Кроме того, Индонезия присоединилась к механизму сокращения выбросов в результате обезлесения и деградации лесов, принятому Рамочной конвенцией ООН об изменении климата и предусматривающему сохранение лесов, совершенствование управления лесами с соблюдением принципов устойчивого развития и увеличение запасов углерода посредством восстановления лесов.
Созданная в 2007 году Ассоциация лесов и климата занимается оценкой состояния лесного покрова, подсчётом объёма выбросов парниковых газов, разработкой мер по снижению выбросов и обезлесения, а также привлечением и распределением финансов для их реализации. Ассоциация финансируется Департаментом международного развития Великобритании, Мировым банком и Германским обществом технического сотрудничества. Благодаря международной поддержке следование принципам устойчивого развития становятся приоритетами развития страны.

## Химические свойства и производные
Пальмовое масло имеет красно-оранжевый цвет, свойственный плодам масличной пальмы запах и вкус, полутвёрдую консистенцию, плавится при температуре 33—39 °C. Благодаря тому, что пальмовое масло является сложной смесью триацилглицеридов с разными физико-химическими свойствами, его температура плавления определяется так называемой скользящей точкой плавления.
Пальмовое масло, как и любое другое растительное масло или жиры, — это смесь триацилглицеридов (эфиров глицерина и жирных кислот). Вследствие значительного содержания твёрдых триглицеридов пальмовое масло имеет полутвёрдую консистенцию и отличается высокой устойчивостью к окислительной порче.
| Виды продуктов пальмового масла | Скользящая точка плавления (SMP) | Иодное число | Содержание твёрдых жиров при 20 °C |
| ------------------------------- | -------------------------------- | ------------ | ---------------------------------- |
| Пальмовое масло (РО)            | 33—39 °C                         | 50—55        | 21,6—31,2 %                        |
| Пальмовый олеин (Poo)           | не выше 24 °C                    | ≥ 56         | 0—9 %                              |
| Пальмовый стеарин (PS или POs)  | не ниже 44 °C                    | ≤ 48         | 25,2—71,2 %                        |

Пальмовое масло богато каротиноидами и пальмитиновой кислотой.

### Индекс окислительной устойчивости
Индекс окислительной устойчивости — применяемый Американским обществом химиков масложировой промышленности метод, который определяет относительную устойчивость жира или масла к окислению. Данный метод пришёл на смену устаревшему методу активного кислорода, последний был более трудоёмким, требовал применения хлорсодержащих растворителей и не давал необходимую воспроизводимость лабораторных результатов.
В ходе исследования наблюдаемая скорость окисления остаётся низкой до определённого момента, этот период называется индукционным периодом окисления. После индукции скорость окисления начинает стремительно увеличиваться.
Данный метод, в отличие от перекисного и кислотного чисел, позволяет предсказать срок хранения растительных масел и их склонность к окислительной порче. Чем выше OSI, тем дольше растительное масло сохраняет своё качество и тем менее оно подвержено окислительной порче.
Ниже в таблице указаны значения OSI для ряда растительных масел:
| Исследуемое масло  | OSI при 110C (часов) |
| ------------------ | -------------------- |
| Пальмовое масло    | 20—30                |
| Подсолнечное масло | 3—6                  |
| Соевое масло       | 4—12                 |

### Липиды[36]
Пальмовое масло состоит из ненасыщенных и насыщенных жирных кислот. В нём содержатся пальмитиновая, линолевая, олеиновая, стеариновая, миристиновая и арахиновая кислота.
Основными жирными кислотами в составе пальмового масла являются пальмитиновая (до 47 %) и олеиновая (до 42 %). Практически одинаковое содержание пальмитиновой и олеиновой жирных кислот является отличительной особенностью жирнокислотного состава масла пальмы.
Содержание насыщенных жирных кислот составляет примерно 50 %.
Пальмоядровое масло, в отличие от пальмового, состоит главным образом из лауриновой кислоты, а содержание в нём насыщенных жирных кислот превышает 80 %.
| Название жирной кислоты | Пальмовое масло | Пальмовый олеин | Пальмовый стеарин | Пальмоядровое масло | Кокосовое масло |
| ----------------------- | --------------- | --------------- | ----------------- | ------------------- | --------------- |
| Капроновая              | —               | —               | —                 | до 0,8              | до 0,7          |
| Каприловая              | —               | —               | —                 | 2,4—6,2             | 4,6—10,0        |
| Каприновая              | —               | —               | —                 | 2,6—5,0             | 5,0—8,0         |
| Лауриновая              | до 0,5          | 0,1—0,5         | 0,1—0,5           | 45,0—55,0           | 45,1—53,2       |
| Миристиновая            | 0,5—2,0         | 0,5—1,5         | 1,0—2,0           | 14,0—18,0           | 16,8—21,0       |
| Пальмитиновая           | 38,0—43,5       | 48,0—74,0       | 6,5—10,0          | 7,5—10,2            |                 |
| Стеариновая             | 3,5—6,0         | 3,5—5,0         | 3,9—6,0           | 1,0—3,0             | 2,0—4,0         |
| Олеиновая               | 36,0—44,0       | 39,8—46,0       | 15,5—36,0         | 12,0—19,0           | 5,0—10,0        |
| Линолевая               | 9,0—12,0        | 10,0—13,5       | 3,0—10,0          | 1,0—3,5             | 1,0—2,5         |
| α-линоленовая           | до 0,5          | до 0,6          | до 0,5            | до 0,2              | до 0,2          |
| Арахиновая              | до 0,1          | до 0,6          | до 1,0            | до 0,2              | до 0,2          |

Степень ненасыщенности (отношение массы ненасыщенных жирных кислот к массе насыщенных) в пальмовом масле равна 1,0. Для сравнения, в сливочном масле степень ненасыщенности в два раза ниже — 0,5. Таким образом, сливочное масло более насыщенное (содержит больше насыщенных жирных кислот).
Многочисленные исследования последних лет, посвящённые изучению свойств пальмового масла, доказывают его ценность как полезного и питательного пищевого масла Каждый грамм пальмового масла, как и любого другого растительного масла, привносит в организм 9 ккал. Объектом дискуссий вокруг пальмового масла является содержание в нём пальмитиновой кислоты, способной увеличивать общее содержание холестерина в плазме крови и холестерина липопротеинов низкой плотности. Однако, наряду с пальмитиновой кислотой, практически в равных количествах, в масле пальмы и особенно в его жидких фракциях (пальмовом олеине и пальмовом суперолеине) присутствует олеиновая кислота. Доля олеиновой кислоты в пальмовом масле сравнима с её содержанием в оливковом масле и масле рапса. Именно этим соотношением пальмитиновой и олеиновой кислот в масле многие авторы объясняют отсутствие влияния на холестерин и его метаболизм в организме в случае потребления пальмового масла. Кроме того, по мнению некоторых специалистов, физиологические эффекты, проявляемые в организме различными жирными кислотами, во многом зависят от сочетания данной жирной кислоты с жирными кислотами пищевого рациона, от совокупных эффектов различных жирных кислот

### Витамины
Красное пальмовое масло (нерафинированное), полученное методом физической переработки сырого пальмового масла, содержит более 47 % олеиновой кислоты, в этом масле в большей степени сохраняются каротиноиды (более 500 мг/кг) и витамин E в форме токоферолов и токотриенолов (до 700 мг/кг). Вследствие высокого содержания каротиноидов, представленных, в основном, альфа- и бета-каротинами, масло ярко окрашено, за что и получило своё название. Каротины красного пальмового масла имеют самую высокую биодоступность среди растительных источников. Влияние каротинов масла в качестве провитамина A подтверждено клиническими испытаниями и полученные результаты указывают на возможность его широкого использования для предотвращения недостаточности витамина A. По количеству каротиноидов (в том числе предшественников витамина A) пальмовое масло значительно превосходит другие растительные масла (в которых они содержатся в маленьких количествах), является рекордсменом среди продуктов и превосходит даже рыбий жир.
Суммарное содержание каротиноидов (в пересчёте на бета-каротин) для неотбелённого пальмового масла, неотбелённого пальмового олеина и неотбеленного пальмового стеарина должно быть в пределах 500—2000, 550—2500 и 300—1500 мг/кг, соответственно.
| Цис-бета-каротин   | 0,7  |
| Бета-каротин       | 56,0 |
| Альфа-каротин      | 35,1 |
| Ци-альфа-каротин   | 2,5  |
| Гамма-каротин      | 0,8  |
| Бета-зеакаротин    | 0,7  |
| Альфа-зеакаротин   | 0,2  |
| Ликопин            | 1,3  |
| Другие каротиноиды | 3,7  |

| Источник           | Токотриенолы | Токотриенолы | Токотриенолы | Токотриенолы |
| ------------------ | ------------ | ------------ | ------------ | ------------ |
|                    | Альфа        | Гамма        | Дельта       | Альфа        |
|                    | мг/кг        | мг/кг        | мг/кг        | мг/кг        |
| Пальмовое масло    | 4—336        | 14—710       | 337          | 4—193        |
| Рисовые отруби     | 23,6         | 34,9         | —            | 32,4         |
| Пшеничные зародыши | 2,6          | N/A          | N/A          | 133,0        |
| Кокос              | до 44        | до 1,0       | —            | до 17,0      |
| Соевое масло       | до 69        | до 103,0     | 0            | 9—352        |
| Оливки             | 0            | 0            | 0            | 11,9         |

Согласно данным ВОЗ, красное пальмовое масло является богатейшим растительным источником витамина A. Витамин A содержится в мякоти плода, именно он придаёт характерный красный цвет пальмовому маслу.
| Пищевой продукт                | Количество ретинол-эквивалента на 100 г продукта |
| ------------------------------ | ------------------------------------------------ |
| Манго                          | 307                                              |
| Папайя                         | 124                                              |
| Морковь                        | 2000                                             |
| Зелёные листовые овощи, зелень | 685                                              |
| Красное пальмовое масло        | 30 000                                           |
| Сливочное масло                | 830                                              |
| Яйца                           | 140                                              |
| Молоко                         | 40                                               |
| Печень                         | 15 000                                           |
| Рыбий жир                      | 18 000                                           |

- Ретинол-эквивалент = 1мкг ретинола

Практически все растительные нерафинированные масла содержат фитостерины, значительное их количество обнаружено и в пальмовом масле. Наиболее распространёнными являются β-ситостерин, кампестерин и стигмастерин. Известно, что растительные стеролы эффективно понижают уровень холестерина в сыворотке крови. Даже при введении небольших доз они эффективно понижают способность к поглощению как билиарного, так и диетического холестерола, уменьшая, таким образом, уровни суммарных липопротеинов низкой плотности в сыворотке крови. Предполагают, что это связано со способностью растительных стеролов вытеснять холестерол из мицеллярной фазы и, таким образом, предотвращать его поглощение. Наличие активных форм фитостеринов в составе пальмового масла также может быть учтено при объяснении механизмов его гипохолестеринемического эффекта.
| Стерин                 | Содержание |
| ---------------------- | ---------- |
| Бета-ситостерин        | 52—62,1    |
| Кампестерин            | 18,7—27,5  |
| Стигмастерин           | 8,5—13,9   |
| Холестерин             | 2,6—6,7    |
| Всего стеринов (мг/кг) | 490        |

## Влияние на здоровье

### Усваиваемость пальмового масла в организме
Усваиваемость, то есть использование организмом человека, пальмового масла составляет 95,8 %.
Ниже приводится таблица усваиваемости различных масел и жиров у крыс по результатам проведенного в 1988 году исследования.
| Масло             | Коэффициент усваиваемости, % |
| ----------------- | ---------------------------- |
| Соевое масло      | 98,8                         |
| Кукурузное масло  | 98,3                         |
| Хлопковое масло   | 97,0                         |
| Кокосовое масло   | 96,5                         |
| Пальмовый олеин   | 96,4                         |
| Пальмовое масло   | 95,8                         |
| Пальмовый стеарин | 94,2                         |
| Молочный жир      | 90,7                         |

Как и любые другие виды жиров (например, говяжий), пальмовое масло, попадая в желудочно-кишечный тракт, расщепляется с помощью фермента липазы на глицерин и жирные кислоты. Далее липиды всасываются в лимфу, а затем попадают в кровь.

### Пальмовое масло и риск онкологических заболеваний
Международное агентство по изучению рака не относит пальмовое масло к факторам развития различных видов рака.
В результате лабораторных опытов на крысах было показано, что при регулярном потреблении красного(!) пальмового масла растёт концентрация каротина во внутренних органах. По мнению авторов исследования, большое количество каротина существенно снижает вероятность раковых заболеваний.

### Пальмовое масло и риск сердечно-сосудистых заболеваний
Многие исследования указывают на то, что насыщенные жирные кислоты могут повышать уровень липопротеинов низкой плотности и общего холестерина в крови и, следовательно, могут увеличивать риск развития сердечно-сосудистых заболеваний. В своих обзорах Всемирная организация здравоохранения и Национальный институт сердца, лёгких и крови США рекомендовали сократить потребление жиров в целом и насыщенных жиров в частности.
ВОЗ выступала против использования пальмового масла в пищевой промышленности. В бюллетене «Предупреждение инфарктов и инсультов. Не будьте жертвой. Предохраните себя» ВОЗ рекомендовала сокращать потребление жиров животного происхождения людям, которые испытывают проблемы с сердцем. Организация опубликовала список продуктов, употребление которых следует ограничивать для профилактики сердечно-сосудистых заболеваний. Его возглавило сливочное масло и другие жирные молочные продукты.
- Сливочное масло и топлёное молоко
- Молочные продукты с повышенным содержанием жира, такие как сливки и жирные сыры
- Пальмовое и кокосовое масло
- Пища, пожаренная на насыщенном жире
- Переработанные мясные продукты, такие как гамбургеры и колбасы
- Печень и прочие виды мяса внутренних органов
- Жирная свинина
- Топлёный свиной жир и жир, добавляемый в тесто
- Кожа домашней птицы
- Шоколад

Содержание насыщенных триглицеридов в пальмовом масле находится на уровне от 49 до 53 %, что ниже, чем в молочном жире (где оно достигает 69,4 %).
Независимое исследование «Palm oil and the heart: A review», проведённое в 2015 году согласно стандартам Всемирной Организации Здравоохранения и опубликованное в World Journal of Cardiology, ещё раз продемонстрировало, что насыщенные жиры негативно влияют на липидный профиль, повышая общий уровень липидов и уровень липопротеинов низкой плотности в крови.
В пальмовом масле действительно много насыщенных триглицеридов — более 50 %. Однако не все насыщенные жирные кислоты одинаково влияют на липидный профиль крови. Пальмитиновая кислота — основная жирная кислота, входящая в состав насыщенных триглицеридов — в пальмовом масле оказывает такое же влияние на липидный профиль, как и мононенасыщенные триглицериды, содержащие олеиновую кислоту — полезную для здоровья.
Уровень олеиновой кислоты в различных фракциях пальмового масла достигает 43—50 % и может быть сопоставим с её уровнем в оливковом масле — 65 %. Олеиновая кислота относится к классу мононенасыщенных. Благодаря её высокому содержанию оливковое масло получило статус «золотого стандарта» среди всех используемых в пищу масел (от употребления которого наблюдается более низкий процент заболевания сердца).
Кроме того, пальмовое масло также содержит линолевую кислоту и витамин E, которые являются мощными антиоксидантами и также препятствуют синтезу холестерина.
Таким образом, пальмовое масло, потребляемое в умеренных количествах, не представляет никакой опасности для здоровья человека и не ведёт к развитию сердечно-сосудистых заболеваний.
В январе 2019 года был опубликован бюллетень «Промышленность пальмового масла и неинфекционные заболевания». Доклад содержал информацию о вреде пальмового масла, которое авторы поставили в один ряд с алкогольной и табачной индустрией.
Бюллетень не является официальным заключением Всемирной организации здравоохранения. Автор статьи позиционировал себя в качестве «эксперта ВОЗ», поэтому СМИ ошибочно восприняли текст как официальный документ, отражающий позицию организации.
В 2019 году информационное агентство Reuters написало, что ВОЗ приравняла пальмовое масло к алкоголю и табаку. Новость получила широкую огласку, на текст ссылались многие СМИ. Вскоре Reuters подтвердили ошибку, заменили заголовок и дали разъяснение: «В первоначальном заголовке этой публикации от 8 января мы писали „исследование ВОЗ“. Исследование было опубликовано в журнале ВОЗ, но не является официальным заключением ВОЗ, поэтому мы поменяли заголовок».
Между тем, некоторые средства массовой информации продолжают на неё ссылаться.

### Пальмовое масло и холестерин
На основании проведённых исследований было показано, что оливковое масло и пальмовый олеин оказывают аналогичное воздействие на сывороточный холестерин и липопротеидные профили у мужчин и женщин с нормальным уровнем холестерина. Также было клинически показано, что холестеринемические эффекты пальмового олеина были эквивалентны эффектам, наблюдаемым при потреблении масел с высоким содержанием олеиновой кислоты — канола, рапс, оливковое масло. При анализе влияния отдельных жирных кислот пальмового масла на уровень холестерина в крови было показано их различное влияние на этот показатель, причём холестерин повышающим действием обладает лишь миристиновая кислота, доля которой в составе жирных кислот не более 1 %.
| Жирная кислота          | Тип кислоты  | Количество % | Влияние на уровень холестерина в крови |
| ----------------------- | ------------ | ------------ | -------------------------------------- |
| Лауриновая (12:0)       | насыщенная   | 0,2          | негативное или нейтральное             |
| Миристиновая (14:0)     | насыщенная   | 1,1          | повышает                               |
| Пальмитиновая (16:0)    | насыщенная   | 44,3         | нейтральное                            |
| Стеариновая (18:0)      | насыщенная   | 4,6          | нейтральное                            |
| Олеиновая (18:1)        | ненасыщенная | 39,8         | понижает                               |
| Линолевая (18:2)        | ненасыщенная | 10,5         | понижает                               |
| Другие (16:1, 18:3)     |              | 0,3          | нейтральное                            |
| Всего в пальмовом масле |              | 100,0        |                                        |

Пищевые жиры, в особенности насыщенные жирные кислоты, важны из-за своего влияния на количество и тип холестерина, который образуется в организме. Холестерин движется в крови вместе с четырьмя главными липопротеинами, а именно хиломикронами, липопротеинами очень низкой плотности, липопротеинами низкой плотности и липопротеинами высокой плотности. Сердечно-сосудистые заболевания связывают в основном с избытком ЛПНП, в то время как ЛПВП препятствуют возникновению болезни, выводя лишний холестерин через печень. В составе жирных кислот пальмового масла содержится олеиновая кислота, доля которой значительна, оказывает понижающее действие на холестерин, а пальмитиновая кислота проявляет нейтральные свойства. Также насыщенные жирные кислоты в 1-м и 3-м положениях триглицеридов практически не влияют на образование холестерина.
Пальмовое масло и его фракции не содержат транс-изомеров, которые способствуют образованию холестерина. Кроме того, наличие токоферолов, токотриенолов, каротиноидов, присутствующих в разных видах пальмового масла, и особенно красном пальмовом масле, обладают сильным гипохолестеринемическим эффектом. Содержание холестерина в тропических маслах, как и во всех растительных, низкое, что делает их использование предпочтительным на фоне животных жиров.
| Вид масла           | Содержание холестерина мг/кг |
| ------------------- | ---------------------------- |
| Пальмовое масло     | 0                            |
| Пальмоядровое масло | 0                            |
| Подсолнечное масло  | 0                            |
| Соевое масло        | 0                            |
| Рапсовое масло      | 0                            |
| Хлопковое масло     | 0                            |
| Кокосовое масло     | 0                            |
| Говяжий жир         | 800—1400                     |
| Сливочное масло     | 2200—4100                    |
| Свиной жир          | 3000—4000                    |

### Снижение усвоения кальция грудными детьми
В некоторых исследованиях анализировались антропометрические характеристики младенцев при рождении и во время исследований метаболического баланса. Статистически значимых различий между различными референтными группами не было обнаружено ни при рождении, ни во время исследований метаболического баланса (примерно через 30 дней послеродового возраста).
| Исследование    | Смесь без пальмового масла                          | Смесь с пальмовым олеином                           | Доля усваиваемого в кишечнике кальция на смеси без пальмового масла | Доля усваиваемого в кишечнике кальция на смеси с пальмовым олеином |
| --------------- | --------------------------------------------------- | --------------------------------------------------- | ------------------------------------------------------------------- | ------------------------------------------------------------------ |
| Nelson 1996     | молочная                                            | молочная                                            | 53,3 %                                                              | 38,2 %                                                             |
| Nelson 1998     | молочная                                            | молочная                                            | 57,4 %                                                              | 37,5 %                                                             |
| Ostrom 2002 (1) | на основе частично гидролизованного молочного белка | на основе частично гидролизованного молочного белка | 66 %                                                                | 41 %                                                               |
| Ostrom 2002 (2) | на основе изолята соевого белка                     | на основе изолята соевого белка                     | 37 %                                                                | 22 %                                                               |

Федеральный исследовательский центр питания, биотехнологии и безопасности пищи рекомендует пальмовое масло в качестве безопасного источника пальмитиновой кислоты — необходимого компонента детских молочных смесей. Оно используется для того, чтобы максимально приблизить их к грудному молоку, официально разрешено к применению в пищевой промышленности и отвечает строгим требованиям, предъявляемым ко всем ингредиентам детского питания.